# Cucullia lignata
Cucullia lignata är en fjärilsart som beskrevs av Achille Guenée 1841. Cucullia lignata ingår i släktet Cucullia och familjen nattflyn. Inga underarter finns listade i Catalogue of Life.